# Xysticus joyantius
Xysticus joyantius is een spinnensoort uit de familie van de krabspinnen (Thomisidae).
De wetenschappelijke naam van de soort werd in 1966 gepubliceerd door Benoy Krishna Tikader.